# 予算外国庫負担
予算外国庫負担（よさんがいこっこふたん）は、大日本帝国憲法下、国の予算として計上されたもののほかに国庫において負担する歳出義務である。

## 概要
歳出はあらかじめ議会の協賛を経ることを要するが、予算は1箇年が会計年度として定められるのが普通であるから、その次の年度の歳出までをも含ませることはできない。しかし国の行政事務を遂行するのにはあらかじめその次の年度、あるいはさらに後年度に支出するべきものであっても、あらかじめ契約しておくことが必要な場合がある。また予算の年度に支出されるものであっても、あらかじめその金額が予想することができないものもある。
たとえば地方公共団体の道路、港湾、水道などの工事に対する補助、海運会社に対する航路補助金、南満州鉄道、東拓などの特殊会社の社債元利支払保証、利益配当補助契約など、官営工場などの原料買入契約などである。
このため、このような契約であっても締結することができるようにし、これも予算と同様に帝国議会の協賛を経なければならないとされた（大日本帝国憲法62条）。
政府は予算案とともに「予算外國庫ノ負担トナルベキ契約ニ關スル件」という議案を提出する。これが議会を通過してその契約が締結されると、次年度以降にこの債務が政府の義務となる歳出となり、議決を拘束する。この契約のなかの、あらかじめ契約の内容を指定することができない、不測の災害などによって必要とされる契約は、その内容を指定することはできないため、翌年度にわたるものについて一定金額に限って包括的に議会の協賛を経るとされた（旧会計法11条）。通例は予算本文第5条に掲げられた。